# Omphale obscurinotata
Omphale obscurinotata är en stekelart som först beskrevs av Girault 1916.  Omphale obscurinotata ingår i släktet Omphale och familjen finglanssteklar. Inga underarter finns listade i Catalogue of Life.